# 조 한
조셉 "조" 한(영어: Joseph "Joe" Hahn, 1977년 3월 15일 ~ )은 한국계 미국인 DJ로, 미국의 록 밴드인 린킨 파크의 멤버이며, 달리 미스터 한(영어: Mr. Han)으로 불리기도 한다. 또한 뮤직비디오, 단편 영화감독이기도 하며, 2002년에 있었던 MTV 비디오뮤직어워드에서 최고 록 비디오상을 수상하고, 2006년에 있었던 부산국제영화제에서는 자신이 만든 단편 영화 The Seed로 참가하였다.

## 생애

### 린킨 파크
어린 시절 로스앤젤레스에서 자란 조지프 한은 1996년 친구 마이크 시노다의 권유로 DJ로 린킨 파크에 들어왔다. 또한 그는 린킨 파크의 많은 명곡을 뮤직 비디오로 만드는 감독이다.
린킨 파크의 음반 Hybrid Theory, Meteora에 비해 3번째 음반 Minutes to Midnight에서는 "What I've Done", "In Pieces", "The Little Things Give You Away" 세 곡에서만 턴테이블을 쓴다. 또한 MIDI 패드를 사용하는 곡은 "In the End", "Crawling", "Numb"이다.

### 여러 분야
감독으로서 2006년 부산국제영화제에 자신의 단편 영화 The Seed로 참가했었고 Little Pony라는 단편 영화에 출연하기도 했다. 또한 로스앤젤레스 멜로스 에버뉴에 자신의 의류상점 브랜드 Suru를 개점, 이어 자신을 닮은 인형을 한정 판매하기도 하는 여러 분야에서 많은 활동을 보이고 있다.

### 사생활
그는 2005년 2월, 2003년부터 만난 카렌 베네디트와 결혼하였다. 그녀는 1975년 애틀랜타에서 태어났다. 2009년 초, 이혼서류를 제출했다. 조지프 한은 캘리포니아주에 위치한 패서디나 아트센터 대학에 다녔으나 밴드에 들어가고 나서 밴드에 대한 노력 때문에 졸업하지는 못했다. 또한 트랜스포머의 팬이기도 한데, 린킨 파크 다큐멘터리 Linkin Park: Live at Filmore에 보면 디셉티콘 마크가 있다는 걸 확인 할 수 있고 밴드의 3집 첫 번째 싱글 "What I've Done"이 트랜스포머 사운드트랙에 사용되었다. 또한 체스터, 롭과 함께 영화 첫 시사회 때 참석하였다.